# ویکتور سالاسار
ویکتور سالاسار (اسپانیایی: Víctor Zalazar‎; ۲۴ ژوئیهٔ ۱۹۳۵ – ۳۰ ژوئن ۲۰۱۷) بوکسور اهل آرژانتین بود.